# Indiga
Die Indiga (russisch И́ндига) ist ein Zufluss der Barentssee im Autonomen Kreis der Nenzen im Norden des europäischen Teils von Russland.
Die Indiga entspringt an der Nordostflanke des Timanrückens. Sie fließt in nordnordwestlicher Richtung durch die Malosemelskaja-Tundra und mündet schließlich in die Indigskaja-Bucht, einer kleinen Bucht östlich der Tschoscha-Bucht an der Küste der Barentssee. An der Mündung liegt am rechten Flussufer die Siedlung Indiga.
Die Indiga hat eine Länge von 193 km. Sie entwässert ein Areal von 3790 km². 
Am Oberlauf weist der Fluss Stromschnellen auf.
Im Unterlauf verläuft die Indiga in einer breiten Flussniederung.
Die Indiga wird hauptsächlich von der Schneeschmelze gespeist.
Ende Oktober / Anfang November gefriert die Indiga und bleibt bis Mai eisbedeckt.